# オーガスタ (メイン州)
座標: 北緯44度19分25秒 西経69度45分55秒 / 北緯44.32361度 西経69.76528度

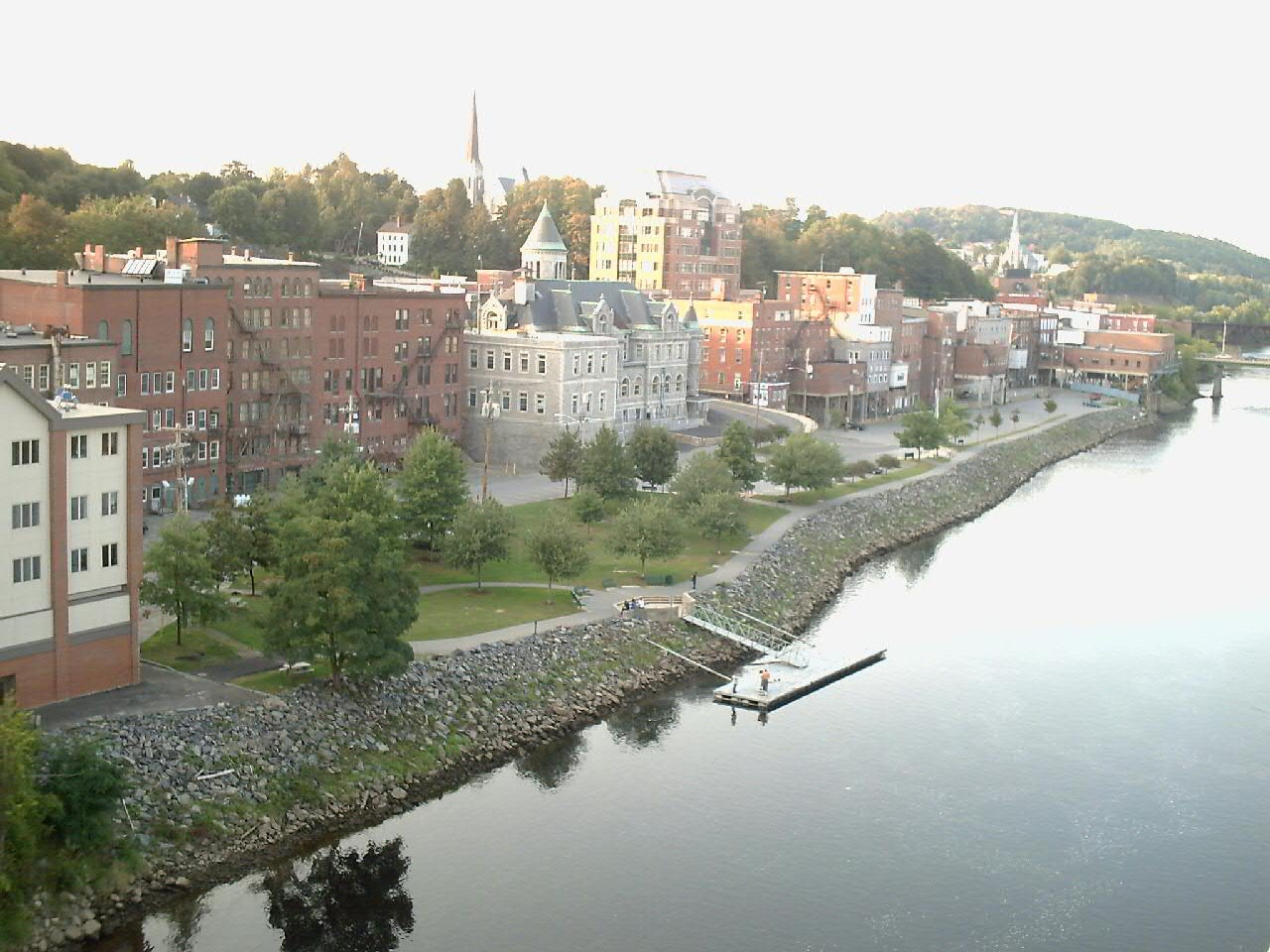
オーガスタの市街地

オーガスタ（Augusta）は、アメリカ合衆国メイン州の州都。人口は1万8899人（2020年）。同州中南部、ケネベック川の河岸に位置する。州の最大都市ポートランドの北東約88km、ボストンの北東約258kmに位置している。

## 歴史

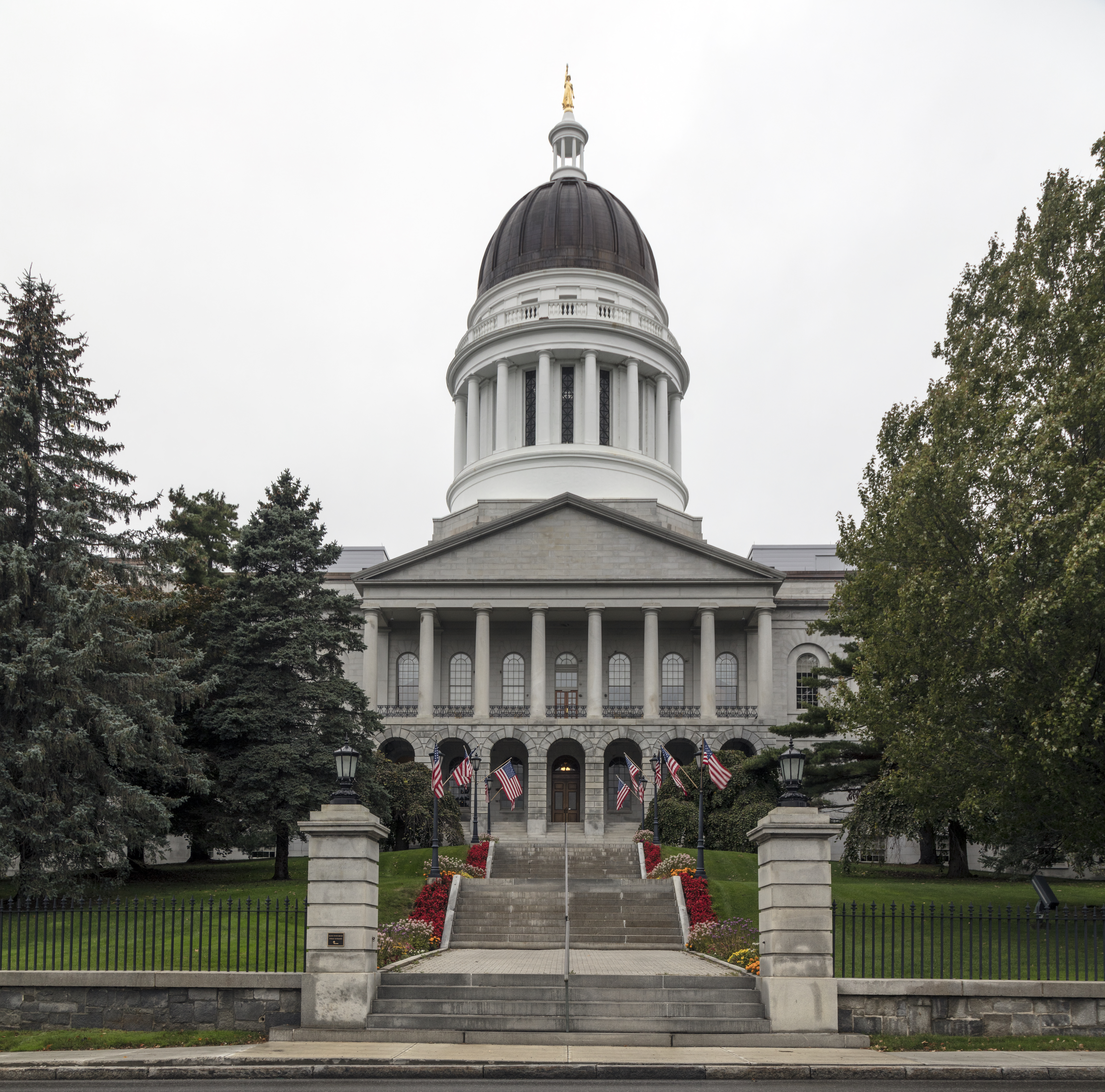
メイン州会議事堂

1607年9月、最初にこの地に足を踏み入れたのは短命に終わったポパム植民地のイギリス人だった。1625年にプリマス植民地のイギリス人入植者がこの地に交易所を設け、この地に住みついた。1771年に一部がハロウェルという町名で正式な町となった。1797年2月にその上流の地域がハリントン（Harrington）という別の町として成立し、同年8月に「オーガスタ」に改名された。
1827年にオーガスタは正式に州都になった。しかし、1832年にメイン州会議事堂の庁舎が完成するまでは州会はポートランドで開かれていた。1849年にオーガスタは市に昇格した。

## 地理
オーガスタは、北緯44度19分25秒 西経69度45分45秒 / 北緯44.32361度 西経69.76250度(44.323535, -69.765261)に位置する。全米50州の州都としては最も東に位置している。
アメリカ合衆国統計局によると、オーガスタ市は総面積150.9 km2 (58.3 mi2) である。このうち143.4 km2 (55.4 mi2) が陸地で7.5 km2 (2.9 mi2) が水地域である。総面積の4.98%が水地域となっている。

### 名所
- パインツリー州立植物園（Pine Tree State Arboretum） - 面積は約91ヘクタールである。
- メイン州会議事堂 - 以下2施設に隣接し、敷地内にキャピトル公園を抱える
  - メイン州立博物館
  - メイン州立図書館

## 交通
市の玄関口となる空港はダウンタウンの西端にあるオーガスタ州立空港である。ボストンのローガン国際空港への便が発着する。ボストンまでは車でも所要3時間ほどなので、ローガン国際空港から車でオーガスタを目指すこともできる。
オーガスタには州間高速道路95号線が通っている。I-95は大西洋岸の主要都市を結んで南北に走り、マイアミに至る幹線である。グレイハウンドと提携しているバーモント交通のバスディーポもあり、ボストンに通じている。また、ニューヨークからグレイハウンドの直行便もある。アムトラックの駅はない。

## 人口動静
2000年国勢調査で、オーガスタ市は人口18,560人、世帯数8,565、4,607家族が暮らしている。人口密度は129.4人/km2 (335.1人/mi2) である。66.1軒/km2 (171.2軒/mi2) の密度で9,480軒の住宅が建っている。
同市の人口構成を人種別に見ると白人96.21%、アフリカン・アメリカン0.50%、ネイティブ・アメリカン0.48%、アジア人1.35%、太平洋諸島系0.01%、その他の人種0.16%、及び混血1.30%である。人口の0.86%はヒスパニックまたはラテン系である。
同市の8,565世帯のうち、18歳未満の子供がいる世帯は24.3%、結婚・同居している世帯は39.1%、未婚・離婚女性が世帯主である世帯は10.9%、非家族世帯は46.2%である。単身世帯は38.3%、65歳以上の老人1人暮らしの世帯は14.2%である。世帯の平均構成人数は2.10人、家族の平均構成人数は2.77人である。
同市の人口構成を年齢別に見ると18歳未満20.5%、18-24歳8.7%、25-44歳28.3%、45-64歳24.8%、65歳以上17.7%となっている。年齢の中央値は40歳である。性比は女性100人あたり男性89.9人である。18歳以上では女性100人あたり男性87.5人である。
同市の世帯の収入の中央値は29,921米ドルであり、家族の収入の中央値は42,230米ドルである。収入の中央値を性別で見ると男性31,209米ドルに対して女性は22,548米ドルである。同市の1人当たり収入 (per capita income) は19,145米ドルである。人口の15.0%及び家族の11.4%の収入は貧困線以下である。18歳未満の19.2%及び65歳以上の9.8%は貧困線以下の生活を送っている。